# St. Bonifatius (Westrhauderfehn)

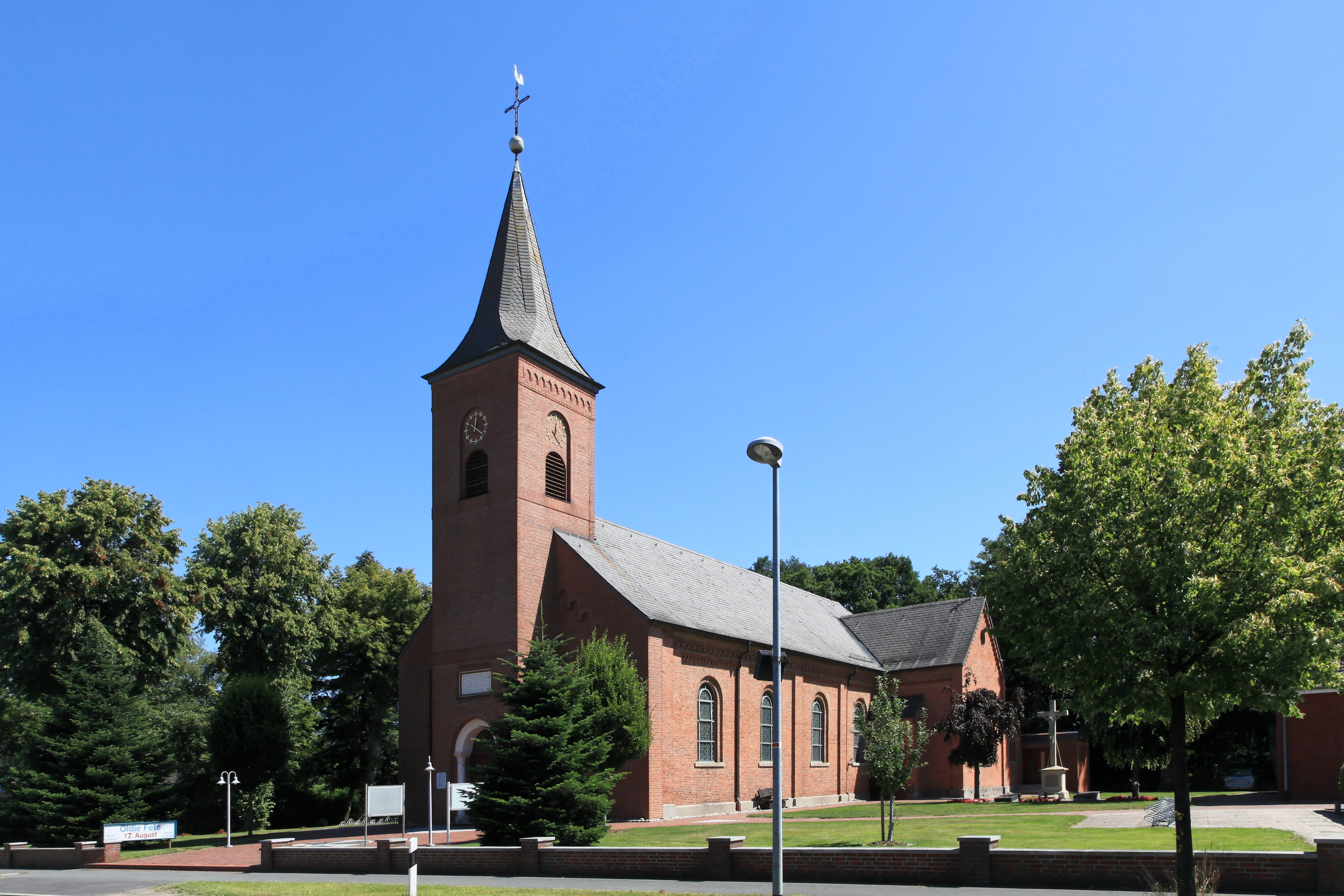
St. Bonifatius

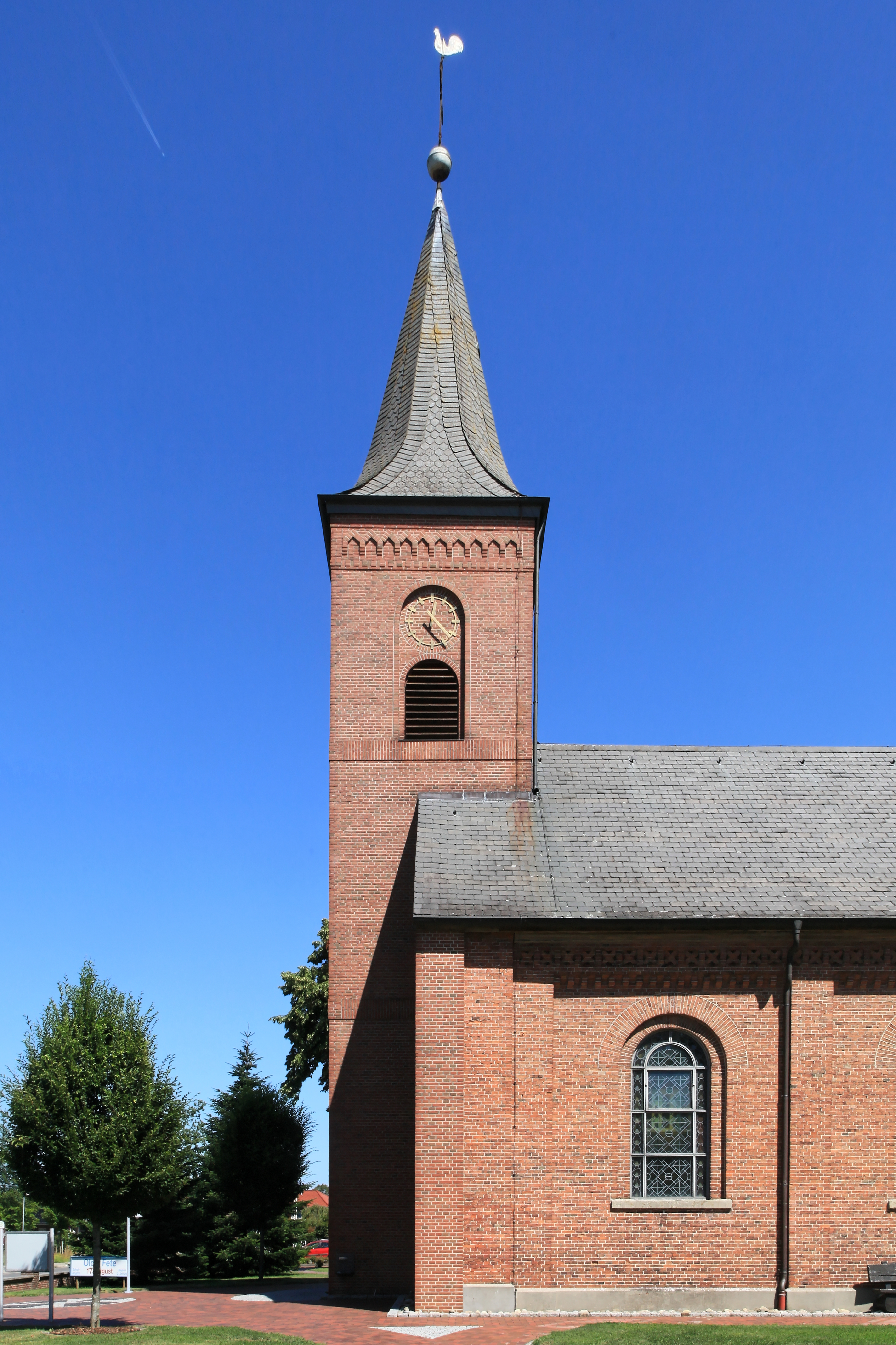
Westturm

Die katholische Kirche St. Bonifatius in Westrhauderfehn, einem Ortsteil der ostfriesischen Gemeinde Rhauderfehn, wurde in den Jahren 1852/1853 errichtet.

## Geschichte
Schon in der Verleihungsurkunde zur Gründung des Rhauderfehns vom 19. April 1769 war der Bau einer evangelischen und einer katholischen Kirche genehmigt worden. Eine eigenständige katholische Gemeinde gründete sich im Jahre 1831. Ihre erste Kirche war ein Notbau, in dem Kirchenraum und Pfarrhaus unter einem Dach vereint waren. Diese entsprach schnell nicht mehr den Bedürfnissen der Gemeinde, so dass bereits 1833 ein Neubau geplant wurde. Dafür wurde der Gemeinde jedoch die Genehmigung versagt, weil sowohl die kirchlichen als weltlichen Behörden bezweifelten, dass die dafür nötigen finanziellen Mittel vor Ort aufgebracht werden konnten. Die Behörden verweigerten in dieser Zeit aus demselben Grund geplante Verbesserungen an dem vorhandenen Kirchengebäude. Auch die Standortsuche gestaltete sich als schwierig. Laut der Verleihungsurkunde von 1769 sollte die katholische Kirche in Rhauderfehn errichtet werden. Allerdings galt es, einen großen Abstand zu den evangelischen Gemeinden in Rhaude und Collinghorst einzuhalten. Dieses Problem wurde schließlich durch einen Gebietstausch gelöst, in dessen Zuge die Fehncompagnie einen Grundstücksstreifen von der Nachbargemeinde Langholt erhielt. Dieser Umstand ist Ursache für das bis heute bestehende Gerücht, die Kirche stehe in Langholt.
Schließlich wurde die Kirche in den Jahren 1852/1853 vom Baumeister Balle aus Aurich errichtet und im Jahre 1906 durch den Anbau eines Kreuzschiffes und eines Chorraumes erweitert. 1970,  1979 und 1990/1991 folgten Kirchenrenovierungen und Umgestaltungen des Chorraums.
Die Kirchengemeinde ist Träger der seit 1976 bestehenden Kindertagesstätte St. Michael.
Zusammen mit St. Bernhard Flachsmeer bildet die Gemeinde St. Bonifatius eine Pfarrgemeinschaft und gehört zum Dekanat Ostfriesland im Bistum Osnabrück.

## Beschreibung

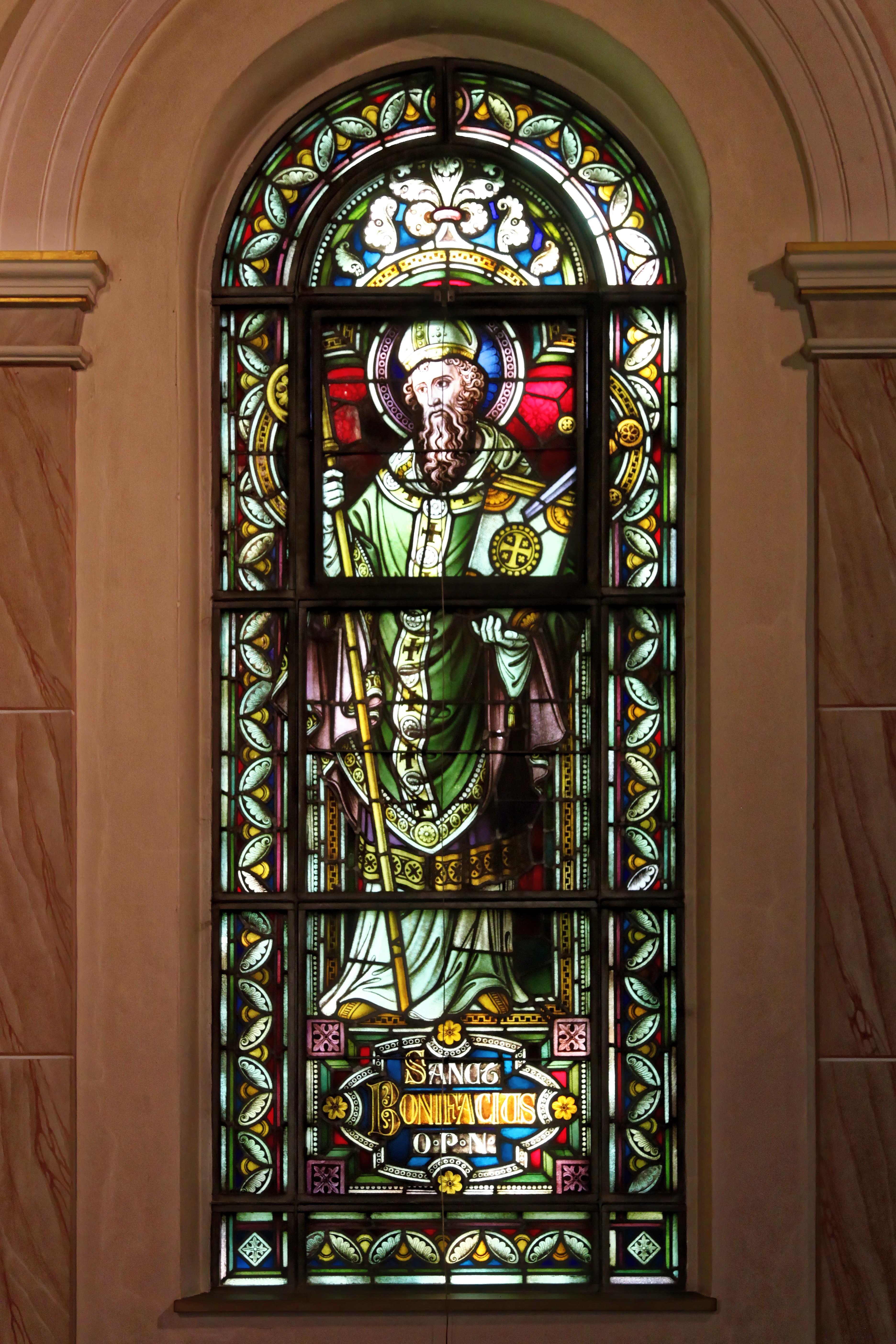
Chorfenster mit dem hl. Bonifatius

St. Bonifatius ist eine Saalkirche aus rotem Backstein mit Westturm. Der Turm ist in das Kirchenschiff eingebunden und wird durch umlaufende Gesimse in drei Geschosse gegliedert. Das oberste Geschoss dient als Glockenstube und hat in rundbogigen Blendnischen eine rundbogige Schallöffnung, über das das Zifferblatt der Turmuhr angebracht ist. Der achtseitige Spitzhelm ist verschiefert und wird von einem Turmknauf, einem Kreuz und einem Wetterhahn bekrönt.
Das Langhaus mit Satteldach weist ein etwas niedrigeres Querschiff auf. Die Langseiten werden durch Lisenen gegliedert, die in ein Fries enden. Rundbogenfenster belichten das Innere. Der polygonale Chor ist ebenfalls etwas niedriger als der restliche Baukörper. Die Bleiglasfenster des Chors sind im Originalzustand erhalten und zeigt teilweise figürliche Darstellungen.

## Ausstattung

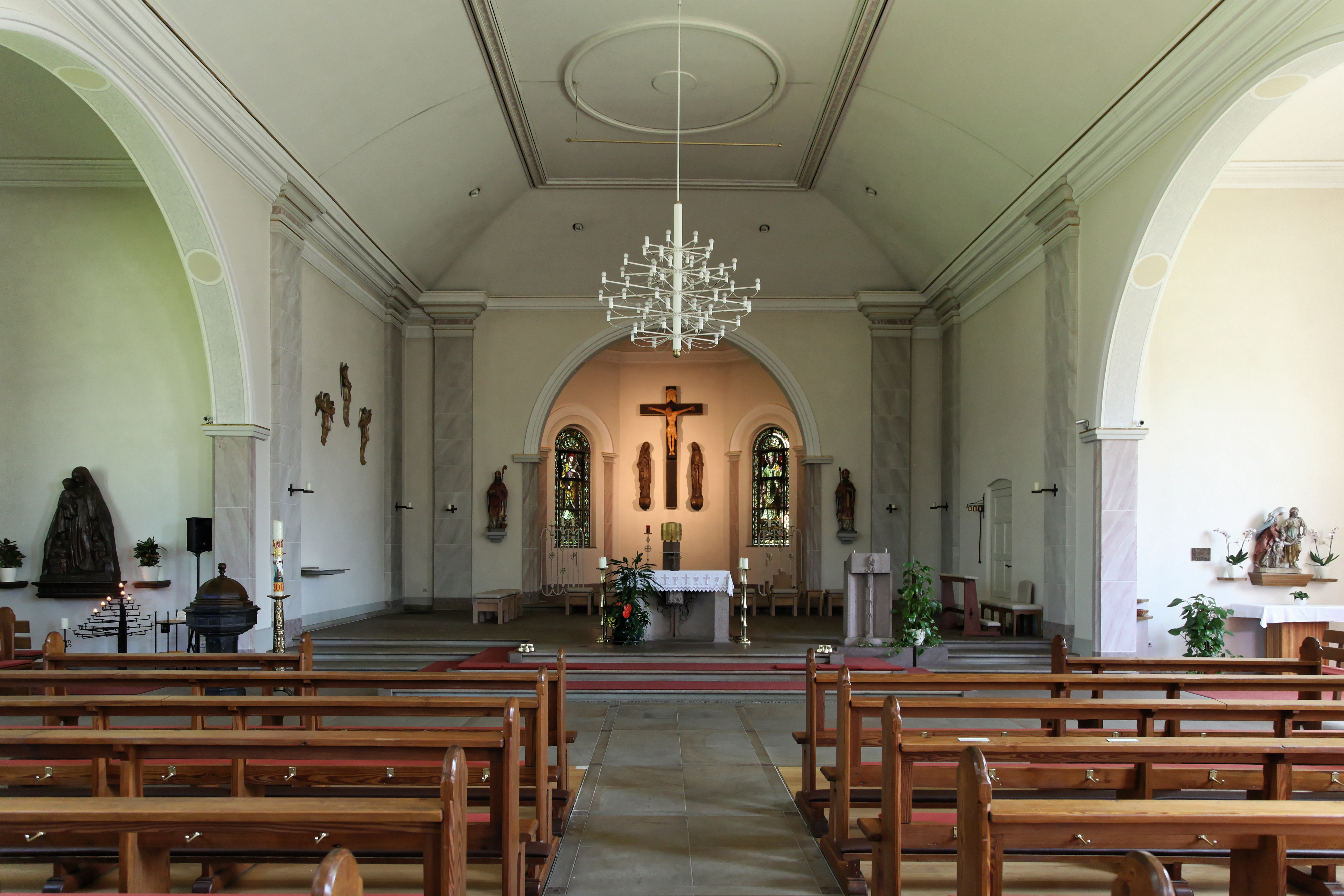
Blick in den Chorraum

Die Skulpturen einer Pietà von zirka 1480, eines heiligen Antonius aus der ersten Hälfte des 18. Jahrhunderts sowie der heiligen Familie, die etwa 1760 entstand, sollen aus dem aufgehobenen Franziskanerkloster Aschendorf stammen.
Im 1991 geweihten Altar sind Reliquien der heiligen Märtyrer Leopardus und Micinus sowie des heiligen Niklaus von Flüe eingefügt.
Die Orgel wurde im Jahr 1861 von Carl Krämer mit pneumatischer Spiel- und Registertraktur gebaut. Franz Breil renovierte das Instrument 1977, das über 16 Register auf zwei Manualen und Pedal verfügt.